# Arbiter
 (septembre 2016).
Si vous disposez d'ouvrages ou d'articles de référence ou si vous connaissez des sites web de qualité traitant du thème abordé ici, merci de compléter l'article en donnant les références utiles à sa vérifiabilité et en les liant à la section « Notes et références ».
L'Arbiter est un personnage de l'univers Halo. Il fait partie de la race des Shangheili. Son vrai nom est Thel 'Vadamee. Il est le principal « séparatiste » de la coalition Covenante et deviendra chef des Shangheilis. Il est l'un des deux personnages principaux de Halo 2 et de Halo 3 avec le Spartan John 117. Dans la série principale, en version originale, l'Arbiter est doublé par Keith David (Philipe Catoire en version francophone). Un autre personnage portant également le titre d'Arbiter apparaît dans Halo Wars, tandis que la série dérivée des jeux fait également apparaître son propre Arbiter.
Arbiter est un rang militaire et symbolique chez les Covenants. Cet article traite du personnage.

## Design
L'Arbiter mesure apparemment 2,60 mètres, une taille moyenne pour un Shangheili.

Il porte une armure homonyme, d'apparence légère mais possédant un bouclier incorporé et capable de porter une arme en plus de celle utilisée. Elle possède également un dispositif de camouflage permettant de rester invisible pendant quelques secondes.
C'est en fait une armure rituelle de cérémonial que les Élites portent lorsqu'ils sont déchus de leur grade pour partir en mission suicide et mourir avec honneur. L'armure porte des glyphes vraisemblablement d'origine Élite. Le casque est une version légère de celui porté par les supérieurs covenants, laissant les mâchoires apparentes, protégées par une fine barre de métal. Cette armure est plus ancienne que les actuelles armures Élite, ce qui explique le temps de camouflage relativement réduit comparé aux armures actuelles, qui peuvent aussi supporter plus de dégâts.

## Attributs

### Personnalité
Dans l'ensemble, l'Arbiter est, comme les autres élites, très fier. Il est également calme et posé, et ses longs silences rappellent le major Spartan John-117. Il arrive d'ailleurs parfois que l'Arbiter soit plus humain que le Spartan John-117.

### Apparence
L'apparence de L'Arbiter varie légèrement de celle des autres Élites, notamment pour le rendre moins menaçant que ces derniers, plus humain. Ses yeux sont dotés de pupilles. Son casque étant arrondi et rétréci, il ne donne pas l'impression d'un crâne allongé et difforme comme les autres élites. Il a quatre doigts par main, et ses pieds s'éloignent de la forme habituelle des autres Sangheilis, rappelant presque des chaussures humaines. Son armure atténue également l'apparence de ses genoux opposés.  Autre particularité, l'armure n'est pas symétrique: l'Arbiter porte à l'épaule droite une protection épaisse, et rien à l'épaule gauche. Enfin, le fait que l'armure de l'Arbiter soit dorée, paradoxalement bien moins voyante que les couleurs étincelantes et criardes des autres Elites tend encore à l'éloigner des membres de son espèce, et des Covenant en général. Il n'est donc pas surprenant que ce soit le second personnage du jeu, aussi éloigné des élites que les Spartans le sont des êtres humains.

## Biographie

### Opération First Strike
Dans le roman Opération First Strike, avant de devenir Arbiter, Thel Vadamee commandait la flotte Covenante de la Justice Distincte, responsable de l'assaut sur Reach. Après l'attaque, il partit vers Halo, à la poursuite du Pillar of Autumn. Il ne parvint pas à détruire le vaisseau humain mais y envoya de nombreux vaisseaux d'abordage. L'équipage humain atterrit sur Halo. L'Adjudant John-117, surnommé « Démon » par les Covenants, détruisit Halo et s'enfuit. Le Spartan s'empara de l'Ascendant Justice après un âpre combat contre son commandant, Thel Vadamee, au terme duquel il le balança dans une capsule de sauvetage qu'il éjecta du vaisseau. Le Shangeili fut par la suite récupéré par les Covenants et amené devant le Grand Conseil de l'Alliance Covenante pour y être jugé.

### Halo 2
La première apparition d'Arbiter est dans le jeu vidéo Halo 2.
Ce dernier, considéré comme un incapable, fut traîné en justice devant le Grand Conseil de l'Alliance Covenante sur Grande Bonté, considéré comme un hérétique et condamné à mort. Tartarus, chef des Brutes, devait exécuter la sentence. Il consuma l'armure de l'Élite, puis lui imprima au fer rouge "la marque de la honte"(cette même marque devenu l'emblème des élites après leur révolution) sur le torse.
Finalement, l'Incapable, comme il était désormais nommé chez les Covenants, fut amené dans le Mausolée de l'Arbiter, salle sacrée de Grande Bonté. Il y discuta avec le Haut Prophète de la Vérité et le Haut Prophète de la Pitié, qui lui proposèrent un compromis à l'exécution : devenir l'Arbiter, et accomplir les plus dangereuses missions. La première fut de tuer un autre élite, Sesa Refumee « un hérétique », terré dans une base Forerunner située près des ruines du premier Halo. Il accomplit sa mission, découvrant du même coup 343 Guilty Spark, Monitor de Halo, que les Covenants appellent Oracle.
Après que les Hauts Prophètes de la Vérité et de la Pitié aient interrogé Spark, Thel Vadamee fut chargé de trouver l'index, clé permettant l'activation de Halo, dans la bibliothèque de Halo Delta. Il apprit également que le Major était sur le Halo et qu'il avait assassiné le Haut Prophète du Regret, ce qui provoqua des bouleversements dans la hiérarchie covenante, les Brutes ayant remplacé les élites comme garde d'honneur des Hauts Prophètes. Une fois sur l'anneau, l'Arbiter dut non seulement faire face à une infestation du Parasite (et à la riposte des Sentinelles), mais également faire la course avec l'UNSC pour récupérer l'Index.
Mais bien qu'il accomplisse cette mission, les Brutes se retournent contre lui et lui apprennent que les Hauts Prophètes ont décrété le génocide des Élites avant de tenter de le tuer. Alors que la révolution gronde sur Grande Bonté, l'Arbiter est sauvé par le Fossoyeur, chef du Parasite, qui le charge d’arrêter la mise à feu d'Halo. Il est envoyé près de la salle de Contrôle sur Halo Delta. Il y retrouvera d'autres élites, et mène la riposte contre les Brutes qui tentent de génocider leur race. Les portes de la salles de contrôle étant verrouillées, il décide de détourner un Scarab pour forcer le passage.
C'est en arrivant près de son objectif qu'il croise le sergent Jonhson et des marines capturés qui ont le même objectif que lui. Après les avoir sauvé, il décide de passer une alliance de circonstance avec l'UNSC pour enfoncer les défenses Brutes, Johnson pilotant le Scarab. Une fois entré dans la salle de contrôle, il tente de stopper Tartarus, qui voulait utiliser Miranda Keyes et 343 Guilty Spark pour ouvrir le feu, et apprend du Monitor le véritable but des Halos: raser toute vie intelligente dans la Voie Lactée pour contrer le Flood. Mais Tartarus refuse d'entendre raison, et au terme d'un combat acharné, l'Arbiter et les humains parviennent à arrêter la séquence de tir, mais apprennent qu'à la suite de cet arrêt, tous les Halos sont armés, et qu'ils peuvent être déclenchés depuis une installation appelée l'Arche.

### Halo 3
L'Arbiter est un des protagonistes principaux de Halo 3, aux côtés du Spartan John 117. Il accompagne fréquemment le Major sur le champ de bataille et est présent lors de l'affrontement final contre le Haut Prophète de la Vérité, qu'il va se faire une joie d'empaler avec son épée à énergie (les craintes et suspicions anciennes de Vérité à l'égard des Elites étaient justifiées), ainsi que lors de la destruction de la ville sainte des Covenants, Grande Bonté. 
L'Arbiter est un personnage très influant des forces Sangheili (les Elites), tout comme le commandant de la flotte hérétique Rtas 'Vadumee (Half-Jaw), dont l'Arbiter prendra finalement la place, après la fin des évènements sur l'Arche et la destruction de l'installation chère à 343 Guilty Spark. Étrangement, l'Arbiter a eu plus de chance que le major (pourtant réputé pour sa chance insolente), se trouvant du bon côté de l'Aube quand elle s'est séparée en deux. 
L'Arbiter est un personnage taciturne, tout comme le Major, même s'il se montre parfois plus loquace que ce dernier: il s'adresse parfois à ses anciens alliés Covenants avant de les abattre avec sa carabine Covenant ou les empaler avec son épée à énergie.
Il faut remarquer que les relations entre l'Arbiter et le Major ont beaucoup évolué… « mal nécessaire » au début d'Halo 3, puis « entente militaire » et enfin « fraternité inter-espèces » : l'Arbiter est en effet venu porter secours à John 117 alors que celui-ci venait de récupérer Cortana dans les ruines de Grande Bonté et la fin du jeu les voit mener la guerre ensemble contre Vérité et le Parasite… jusqu'au compte à rebours final. Cortana remarquera : « Vous êtes amis, maintenant ? » et, plus tard, il manifestera de la compassion pour le sort de Johnson, vieil ami de notre Major.
L'Arbiter est le seul représentant Sangheili présent pour l'honneur aux morts des humains, et la paix décrétée entre humains et Élites. Sa célèbre phrase "Si c'était aussi simple" aura marqué de nombreux joueurs, qui y voyaient un espoir du retour de Master Chief, et l'appel d'une suite à Halo 3 (c'est également la première réplique de l'Arbiter, après sa nouvelle rencontre violente avec le Major dans la jungle).
Les dernières images présentent l'Arbiter aux commandes de la flotte Sangheili, Rtas 'Vadumee à ses ordres, qui décide de rentrer sur leur monde d'origine, Sanghelios.

### Halo 5: Guardians
L'Arbiter entre rapidement en conflit avec la nouvelle Alliance Covenante de Jul 'Mdama dans Halo 5: Guardians. Pour lutter contre cette résurgence des Covenants, l'Arbiter a créé sa propres alliance, les "Lames de Shangelios". L'équipage de l'UNSC Infinity se rend sur Shangelios pour y aborder un Gardien afin d'accéder au monde Forerunner appelé Genesis; mais peu avant leur arrivée, les Covenant on lancé une offensive contre le domaine des Vadamee, le territoire de l'Arbiter, pour assassiner ce dernier. Le déploiement de l'équipe Spartan Osiris permet de renverser la situation et de sauver l'Arbiter.
Bien que reconnaissant envers les humains, Thel 'Vadamee n'est pas encore en mesure de les aider. En effet, le Gardien qu'ils souhaitent aborder est situé en dessous de Sunaion, qui n'est autre que la capitale des Covenants, et par conséquent un lieu extrêmement bien défendu. En outre, il faut un moyen d'activer le Gardien; en l'occurrence un drone de maintenance forerunner, situé dans la région de Nuursa. L'équipe Osiris se rend donc là-bas pour accéder un complexe Forerunner et reprogrammer un drone pour qu'il réactive le Gardien.
Mais à peine sont-ils sortis du site que les Covenants débarquent et font intervenir un Kraken, une base mobile lourdement fortifiée, mais les Spartans parviennent à la détruire, affaiblissant suffisamment les Covenant que pour permettre d'attaquer Sunaion. L'Arbiter mène l'offensive, accompagné de l'équipe Osiris. Après avoir détruit les tourelles de DCA, il aide les Spartans à affronter le Veilleur Éternel pour accéder au Gardien. De là, il s'occupe d'éliminer les dernière poches de résistance Covenantes.

## Autres apparitions
- Un autre Arbiter du nom de Ripa 'Moramee apparaît dans le jeu Halo Wars, où il est chargé par le Haut Prophète du Regret de découvrir, sécuriser et activer une gigantesque flotte Forerunner pour anéantir l'Humanité. Cette mission le fera entrer en conflit avec l'équipage de l'UNSC Spirit of Fire; et alors qu'il tentait d'éliminer les humains qui cherchaient à stopper ce plan, il est abattu par le sergent Forge. Dans ce jeu, le visuel de l'armure de l'Arbiter de Halo Wars diffère légèrement de celle de l'Arbiter de Halo 3. Celle de Halo 3 est dorée, celle de Halo Wars argentée. On remarquera d'ailleurs que les attributs humanisants de Thel Vadamee ont été délaissés pour Ripa 'Moramee, ennemi des humains. 'Moramee est doublé par David Sobolov.
- L'Arbiter est un personnage invité jouable dans le jeu de combat Killer Instinct sorti en 2013[1]. Il est doublé à cette occasion par Ray Chase.
- La série dérivée des jeux fait apparaître un autre Arbiter du nom de Var 'Gatanai, qui commande la force d'invasion de Reach[2]. Il est incarné par Viktor Åkerblom.

## Accueil critique
Dans une liste des meilleurs extra-terrestres de jeux vidéo, MSNBC place Arbiter en seconde position.